# Девід Батлер
Девід Батлер (англ. David Butler; 17 грудня 1894 — 14 червня 1979) — американський актор, режисер, продюсер, сценарист кіно і телебачення.

## Біографія
Батлер народився в Сан-Франциско. Його мати була актрисою, а батько був менеджером театру. Його першими ролями були епізодичні ролі в театральних постановках. Пізніше він з'явився у двох фільмах Девіда Гріффіта, «Дівчина, яка залишилась удома» і «Найбільша річ у житті». Він також з'явився у фільмі «Сьоме небо», що отримав у 1927 році Премію «Оскар».
У тому ж році Батлер зробив свій режисерський дебют з комедій для кінокомпанії Фокс «High School Hero». Під час дев'ятирічного перебування Батлера в Фокс він поставив понад тридцять фільмів, у тому числі чотири з Ширлі Темпл. Останнім фільмом Батлера для Фокс була мелодрама «Кентуккі», у якій знявся Волтер Бреннан, який отримав за фільм премію «Оскар» за найкращу роль актора другого плану.
Батлер працював з Бінгом Кросбі в «Дорозі на Марокко» і «If I Had My Way». Він поставив багато фільмів з Доріс Дей у головній ролі, серед них «Це велике почуття», «Чай для двох», «У світлі сріблястого місяця», «Колискова Бродвею», «Квітень у Парижі», і «Джейн-катастрофа».
Наприкінці 50-х років і 1960-х роках Девід Батлер знімав окремі епізоди телесеріалів.

## Вибрана фільмографія
- 1924 — Аризона Експрес
- 1925 — Народ проти Ненсі Престон
- 1925 — Чоловік у коробці / The Man on the Box
- 1929 — Тільки уявіть (режисер)
- 1942 — Дорога на Марокко (режисер)